# 董枝明
董枝明（1937年1月—2024年10月20日），中國古生物學家，山东威海人，曾長期於中国科学院古脊椎动物与古人类研究所從事古脊椎動物研究，记述並命名永川龍、沱江龍、蜀龍、阿拉善龍等30餘種恐龍，也是首位深入研究晚侏羅世沙溪庙组恐龍動物群的科學家，被譽為“中国龙王”。
董枝明1962年毕业于复旦大学生物学系，现任中国科学院古脊椎动物与古人类研究所研究员，2001年起兼吉林大学兼职教授，培养了数名外国留学生。董枝明还撰写了多本恐龙科普读物，其中经典的作品包括：《恐龙的故事》（北京，1975），《恐龙大地》（中英文对照，台湾，1996），《龙鸟大传》（北京，2009）（与邢立达合著），《亚洲恐龙》（昆明，2010）等。
董枝明曾主导对中国自贡和禄丰等地恐龙化石的发掘和研究，协助修建了自贡恐龙博物馆，禄丰世界恐龙谷；此外还指导了中国几乎所有恐龙化石点的挖掘与研究。
1986年伊始，董枝明先后组织并领导了“中国-加拿大恐龙计划”（1986-2000）等多次国际科学考察活动，并于1986年和1989年两次进入北极考察。

## 外部連結
- 沈阳师范大学古生物研究所 董枝明